# Alan Mariano Miño
Alan Mariano Miño (Mercedes, Corrientes, Argentina) es un futbolista argentino que actualmente se desempeña como mediocentro ofensivo en Quilmes, equipo de la Primera Nacional

## Clubes
| Club                        | País      | Año       |
| --------------------------- | --------- | --------- |
| Comunicaciones (Corrientes) | Argentina | 2010-2015 |
| Ferroviario (Corrientes)    | Argentina | 2015      |
| Boca Unidos                 | Argentina | 2016-2017 |
| Sud América                 | Uruguay   | 2017-2018 |
| Toronto F. C.               | Canadá    | 2018      |
| Toronto F. C. II            | Canadá    | 2018      |
| Villa Dálmine               | Argentina | 2018-2019 |
| Agropecuario                | Argentina | 2019-2021 |
| Belgrano                    | Argentina | 2021-2024 |
| Delfín S. C.                | Ecuador   | 2024-act. |

### Estadísticas
Actualizado al último partido disputado el 11 de agosto de 2025.
| Boca Unidos Argentina     | 2.ª                 | 2016-17             | 28  | 3  | 0 | 0 | — | — | 28  | 3  |
| Boca Unidos Argentina     | Total club          | Total club          | 28  | 3  | 0 | 0 | 0 | 0 | 28  | 3  |
| Sud América · Uruguay     | 1.ª                 | 2017                | 10  | 2  | — | — | — | — | 10  | 2  |
| Sud América · Uruguay     | Total club          | Total club          | 10  | 2  | 0 | 0 | 0 | 0 | 10  | 2  |
| Toronto F. C. · Canadá    | 1.ª                 | 2018                | 1   | 0  | — | — | — | — | 1   | 0  |
| Toronto F. C. · Canadá    | Total club          | Total club          | 1   | 0  | 0 | 0 | 0 | 0 | 1   | 0  |
| Toronto F. C. II · Canadá | 2.ª                 | 2018                | 5   | 0  | — | — | — | — | 5   | 0  |
| Toronto F. C. II · Canadá | Total club          | Total club          | 5   | 0  | 0 | 0 | 0 | 0 | 5   | 0  |
| Villa Dálmine Argentina   | 2.ª                 | 2018-19             | 24  | 3  | 1 | 0 | — | — | 25  | 3  |
| Villa Dálmine Argentina   | Total club          | Total club          | 24  | 3  | 1 | 0 | 0 | 0 | 25  | 3  |
| Agropecuario Argentina    | 2.ª                 | 2018-19             | 21  | 4  | 0 | 0 | — | — | 21  | 4  |
| Agropecuario Argentina    | 2.ª                 | 2018-19             | 8   | 1  | 0 | 0 | — | — | 8   | 1  |
| Agropecuario Argentina    | Total club          | Total club          | 29  | 5  | 0 | 0 | 0 | 0 | 29  | 5  |
| Belgrano Argentina        | 2.ª                 | 2021                | 23  | 0  | 0 | 0 | — | — | 23  | 0  |
| Belgrano Argentina        | 2.ª                 | 2022                | 18  | 4  | 0 | 0 | — | — | 18  | 4  |
| Belgrano Argentina        | 1.ª                 | 2023                | 15  | 0  | 1 | 0 | — | — | 16  | 0  |
| Belgrano Argentina        | 1.ª                 | 2024                | 1   | 0  | 0 | 0 | 0 | 0 | 1   | 0  |
| Belgrano Argentina        | Total club          | Total club          | 57  | 4  | 1 | 0 | 0 | 0 | 58  | 4  |
| Delfín S. C. · Ecuador    | 1.ª                 | 2024                | 26  | 3  | 1 | 0 | 4 | 1 | 31  | 4  |
| Delfín S. C. · Ecuador    | Total club          | Total club          | 26  | 3  | 1 | 0 | 4 | 1 | 31  | 4  |
| Quilmes A. C. Argentina   | 2.ª                 | 2025                | 19  | 0  | 2 | 0 | 0 | 0 | 21  | 0  |
| Quilmes A. C. Argentina   | Total club          | Total club          | 19  | 0  | 2 | 0 | 0 | 0 | 21  | 0  |
| Total en su carrera       | Total en su carrera | Total en su carrera | 199 | 20 | 5 | 0 | 4 | 1 | 208 | 21 |
| 1. 2.                     |                     |                     |     |    |   |   |   |   |     |    |

## Palmarés

### Títulos nacionales
| Título             | Club     | País      | Año  |
| ------------------ | -------- | --------- | ---- |
| Primera B Nacional | Belgrano | Argentina | 2022 |